# Anjouan
Anjouan o Nzwani ([ɑ̃.ʒu.ɑ̃]; també coneguda com Ndzuwani o Nzwani, i històricament com a Johanna o Hinzuan. És una illa alta autònoma de l'oceà Índic que forma part de la Unió de les Comores. La seva ciutat principal és Mutsamudu i, a partir del 2006, la seva població és d'uns 277.500 habitants. La superfície total de l'illa és de 424 quilòmetres quadrats.
El 1500 s'hi establí el soldanat de Ndzuwani que abastava tota l'illa. Fou posada sota la protecció de França el 1866.
Fou annexada a França en 1912 i el soldanat fou abolit. Es va unir a les Comores quan es van independitzar.
El 1997, les illes d'Anjouan i Mohéli declararen unilateralment la independència de Comores, però el 1998 s'hi reintegraren.